# 5-та армія (Третій Рейх)
5-та а́рмія (нім. 5. Armee) — польова армія Німеччини, що діяла у складі Вермахту короткий час з 25 серпня по 4 листопада 1939 за часів Другої світової війни.

## Історія
Вперше 5-та армія Вермахту була розгорнута осінню 1938 під час Судетської кризи й була розгорнута на західному кордоні Німеччини в районі Саар—Пфальц. Вона була створена на основі штабу і військ 6-го армійського корпусу на чолі з генералом від інфантерії Куртом Лібманном. У складі армії входило п'ять дивізій, підлеглих командуванню 6-го армійського корпусу, і два прикордонні командування. Після закінчення кризи армія розформована.
Вдруге 5-та армія Вермахту була розгорнута 25 серпня 1939 на основі управління і військ 6-го корпусного округу (нім. Wehrkreis VI). З'єднання армії знаходилися на оборонних позиціях в районі Західного валу.
13 жовтня 1939 року армія була перекинута до Польщі, де здійснювала функції окупаційних військ і була перейменована на командування частин прикордонної ділянки «Центр» (нім. Grenzschutz-abschnitts-kommando Mitte).
4 листопада 1939 року командування армії перейменоване на командування 18-ї польової армії (нім. 18. Armee).

## Райони бойових дій
- Німеччина (Західний вал) (25 серпня — 13 жовтня 1939);
- Польща (13 жовтня — 4 листопада 1939).

## Бойовий шлях армії
|                            |                             |                                               |                |                  |            |  |
| №                          | Стратегічна операція        | Оперативні та тактичні завдання               | Початок        | Кінець           | Тривалість |  |
| Західний театр воєнних дій |                             |                                               |                |                  |            |  |
| 1                          | Прикриття західних кордонів | Оборона французько-німецького кордону         | 3 вересня 1939 | 13 жовтня 1939   | 41         |  |
|                            |                             | Передислокація та зосередження армії у Польщі | 13 жовтня 1939 | 13 жовтня 1939   | ?          |  |
| Східний фронт              |                             |                                               |                |                  |            |  |
| 2                          | Окупація Польщі             | Окупаційний контроль захоплених територій     | 13 жовтня 1939 | 4 листопада 1939 | 23         |  |

## Командування

### Командувачі
- генерал від інфантерії Курт Лібманн (нім. Curt Liebmann) (25 серпня — 4 листопада 1939).

## Бойовий склад 5-ї армії
Формування забезпечення та підтримки
- 560-та комендатура тилу (Korück 560);
- 561-ше армійське управління постачання (Armee-Nachschubführer 561);
- 563-й армійський полк зв'язку (Armee-Nachrichten-Regiment 563).

- 5-й армійський корпус (V.AK);
- 6-й армійський корпус (VI.AK);
- 27-й армійський корпус (XXVII.AK);
- 30-й армійський корпус (XXX.AK);
- Прикордонна група «Ейфель» (Gen.Kom."Eifel"):
  - 26-та піхотна дивізія (26. Infanterie-Division);
  - 86-та піхотна дивізія (86. Infanterie-Division);
  - 227-ма піхотна дивізія (227. Infanterie-Division);
  - Прикордонний загін «Трир» (Grenz-Div."Trier").
- 58-ма піхотна дивізія (58. Infanterie-Division);
- 87-ма піхотна дивізія (87. Infanterie-Division);
- частини підтримки та забезпечення.

- 16-й армійський корпус (XVI.AK);
- Прикордонна група «Ейфель»:
  - 26-та піхотна дивізія;
  - 86-та піхотна дивізія;
  - 227-ма піхотна дивізія;
  - Прикордонний загін «Трир».
- 58-ма піхотна дивізія;
- 87-ма піхотна дивізія;
- частини підтримки та забезпечення.